# Кагалу-Кіагу
Кагалу-Кіагу (англ. Kahaluu-Keauhou) — переписна місцевість (CDP) в США, в окрузі Гаваї штату Гаваї. Населення — 3549 осіб (2010).

## Географія
Кагалу-Кіагу розташований за координатами 19°34′23″ пн. ш. 155°57′26″ зх. д. / 19.57306° пн. ш. 155.95722° зх. д. (19.573081, -155.957277).  За даними Бюро перепису населення США в 2010 році переписна місцевість мала площу 20,39 км², з яких 14,50 км² — суходіл та 5,89 км² — водойми.

## Демографія
Згідно з переписом 2010 року, у переписній місцевості мешкало 3549 осіб у 1456 домогосподарствах у складі 957 родин. Густота населення становила 174 особи/км².  Було 2715 помешкань (133/км²).
Расовий склад населення:
| - 63,5 % — білих - 10,2 % — азіатів - 8,8 % — вихідців з тихоокеанських островів - 0,6 % — чорних або афроамериканців - 0,4 % — корінних американців - 2,6 % — осіб інших рас |

До двох чи більше рас належало 13,9 %. Частка іспаномовних становила 9,0 % від усіх жителів.
За віковим діапазоном населення розподілялося таким чином: 16,2 % — особи молодші 18 років, 59,5 % — особи у віці 18—64 років, 24,3 % — особи у віці 65 років та старші. Медіана віку мешканця становила 52,8 року. На 100 осіб жіночої статі у переписній місцевості припадало 96,9 чоловіків;  на 100 жінок у віці від 18 років та старших — 95,7 чоловіків також старших 18 років.
Середній дохід на одне домашнє господарство  становив 82 689 доларів США (медіана — 71 953), а середній дохід на одну сім'ю — 97 974 долари (медіана — 89 455). Медіана доходів становила 50 913 долари для чоловіків та 48 897 доларів для жінок. За межею бідності перебувало 28,0 % осіб, у тому числі 57,1 % дітей у віці до 18 років та 10,3 % осіб у віці 65 років та старших.
Цивільне працевлаштоване населення становило 1309 осіб. Основні галузі зайнятості: мистецтво, розваги та відпочинок — 29,8 %, науковці, спеціалісти, менеджери — 13,4 %, освіта, охорона здоров'я та соціальна допомога — 10,5 %.